# Książeczka zdrowia dziecka
Książeczka zdrowia dziecka – dokument medyczny przeznaczony dla dzieci do wieku 19 lat, wydawany przez szpital po urodzeniu się dziecka, zawierający informacje na temat stanu jego zdrowia, przebytych chorób i szczepień. 
Książeczki były wydawane na podstawie rozporządzenia Ministra Zdrowia z dnia 2 lipca 1959. Następnie uchylono ten obowiązek rozporządzenia z dniem 1 stycznia 2002, jednak mimo to książeczki nadal były wydawane. 1 stycznia 2016 roku Minister Zdrowia przywrócił obowiązek wydawania książeczek zdrowia dziecka przez szpitale położnicze.
W książeczce znajdują się następujące dane:
- Dane osobowe dziecka
- Dane rodziców/opiekunów dziecka
- Opis okresu ciąży i porodu
- Opis stanu noworodka po urodzeniu i obserwacji na oddziale noworodkowym
- Dane dotyczące wypisu noworodka ze szpitala albo przekazania opieki nad dzieckiem urodzonym poza szpitalem położnej POZ
- Opis wizyty patronażowej lekarza POZ między 1 a 4 tygodniem życia
- Opis wizyt patronażowych położnej i/lub pielęgniarki
- Opisy wizyt profilaktycznych do 19 roku życia
- Badania stanu uzębienia oraz zdrowia jamy ustnej do 19 roku życia
- Dane dotyczące przebytych chorób zakaźnych
- Przeprowadzone konsultacje specjalistyczne
- Wykaz uczuleń i reakcji anafilaktycznych
- Wykaz hospitalizacji
- Dane dotyczące zaopatrzenia w wyroby medyczne
- Informacje o zwolnieniach z zajęć sportowych
- Wykaz przeprowadzonych procedur radiologicznych
- Siatki centylowe[4].

Książeczka zawiera kartki formatu A5, zadrukowane obustronnie, w oprawie zeszytowej i tekturowych okładkach.